# 欧洲E42公路
欧洲E42公路（E42）是欧洲的一条国际公路，起点为法国敦刻尔克，经过比利时，终点为德国阿沙芬堡，全长约620公里。

## 线路
欧洲E42公路穿过以下主要城市：
- 法国：敦刻尔克 - 里尔
- 比利时：蒙斯 - 沙勒罗瓦 - 列日 - 圣菲特
- 德国：维特利希 - 宾根 - 法兰克福 - 阿沙芬堡